# Numberphile
Numberphile är en utbildningskanal med videor som utforskar ämnen från olika områden inom matematiken. Kanalen fokuserade varje video på ett specifikt tal i början, men kanalen har sedan dess utvidgat, till videor om mer avancerade matematiska koncenpt som exempelvis Fermats lilla sats och Riemannhypotesen. Videorna produceras av Brady Haran, en tidigare BBC-videojournalist och skapare av andra kanaler som Periodic Videos och Sixty Symbols. Videorna på kanalen innehåller flera universitetsprofessorer, matematikkommunikatörer och kända matematiker.

## Kanalen
Numberphile skapades den 15 september 2011. De flesta av videorna består av Haran när han intervjuar en expert om ett tal, matematisk teorem eller andra matematiska koncept. Experten visar vanligtvis sin förklaring på ett stort brunt papper för att göra koncepten begripliga för den genomsnittliga, icke-matematiska tittaren. Kanalen stöds av Mathematical Sciences Research Institute (MSRI) och Math for America (MfA). Haran driver också Numberphile2, som innehåller extra videor med ytterligare detaljer och tillägg.
2016 blev kanalen nominerad av Shorty Award, och The New York Times har sagt att "At Numberphile, mathematicians discourse, enthusiastically and winningly, on numbers".

### Medverkande
Kanalen har inkluderat ett brett omfång av matematiker, datorforskare, forskare och vetenskapsförfattare.

## Podcasten
2018 startade Haran en podcast med titeln The Numberphile Podcast som ett systerprojekt. Podcasten fokuserar mer på livet och personligheterna i några av videornas ämnen.